# Rags to Riches
"Rags to Riches" er en komposition fra 1953 af Richard Adler og Jerry Ross. Sangen blev indspillet af Tony Bennett og nåede hitlisternes førsteplads i 1953.

## Elvis Presleys versioner
Sangen er indspillet af Elvis Presley den 22. september 1970 i RCA-studierne i Nashville. Sangen udsendtes som A-side på en single med "Where Did They Go, Lord" (Dallas Frazier & A.L. Owens) som B-side. Singlen nåede i foråret 1971 en 33. plads som den højeste placering på de amerikanske hitlister.
"Rags To Riches" dannede basis for et usædvanligt øjeblik sent i Elvis Presleys karriere. Nær afslutningen på en nytårskoncert den 31. december 1976/1. januar 1977 bekendtgjorde Elvis, at han ville synge sangen, hvilket hans orkester tydeligvis hverken vidste eller på forhånd havde øvet. Elvis Presley satte sig til flyglet for at akkompagnere sig selv, alt imens han dirigerede og instruerede sit kor og de forbavsede orkestermedlemmer. Elvis leverede en passioneret og flot fremføring, der nåede klimaks med en serie af "operalignende" høje toner før sangens sidste ord "you". Præstationen udløste stående bifald fra publikummet i Pittsburgh's Civic Arena, hvor koncerten fandt sted. Den flotte fremføring af "Rags To Riches" blev aldrig gentaget, det var faktisk den eneste gang Elvis sang sangen ved en koncert.

## Andet
Sangen blev i Tony Bennetts udgave brugt i starten af gangsterfilmen Goodfellas, samtidig med, at Henry Hill udbryder, mens han smækker bagagerumsklappen på en bil: "As far back as I can remember, I always wanted to be a gangster."